# 鞍馬弘教
鞍馬弘教（くらまこうきょう）とは、神智学の影響を受けた鞍馬寺貫主（かんす）信楽香雲（1895-1972）が昭和22年（1947年）10月に天台宗より独立して立てた天台宗系の新宗教教団。宗教法人として認可されたのは昭和27年（1952年）。2代目「鞍馬弘教管長・総本山鞍馬寺貫主」は信楽香雲の娘の信楽香仁（1924 - 2022）。2代目管長死去に伴う3代目管長の就任は2代目管長の服喪明け以降となる予定。
千手観音、毘沙門天、魔王尊の三尊を「尊天」として尊崇する。総本山は鞍馬寺。神智学協会の影響がかなり強い。

## 末寺
- 千照院 - 京都府京都市中京区壬生檜町9

## 所在地
- 〒601-1111　京都府京都市左京区鞍馬本町1074